# Mistrzostwa Polski w Skokach Narciarskich 1947
22. Mistrzostwa Polski w Skokach Narciarskich – zawody o mistrzostwo Polski w skokach narciarskich, które odbyły się 26 lutego 1947 roku na Wielkiej Krokwi w Zakopanem.
W konkursie skoków narciarskich zwyciężył Jan Kula, srebrny medal zdobył Józef Daniel Krzeptowski, a brązowy – Jan Schindler.

## Wyniki konkursu
| Miejsce | Zawodnik                 | Klub              | Skok 1 | Skok 2 | Punkty |
| ------- | ------------------------ | ----------------- | ------ | ------ | ------ |
| 1.      | Jan Kula                 | SNPTT Zakopane    | 50,5   | 67,0   | 225,4  |
| 2.      | Józef Daniel Krzeptowski | SNPTT Zakopane    | 52,5   | 63,0   | 217,0  |
| 3.      | Jerzy Schindler          | TS Wisła Zakopane | 47,5   | 57,5   | 202,0  |
| 4.      | Stefan Dziedzic          | HKN Zakopane      | 42,5   | 58,5   | 197,7  |
| 5.      | Józef Świerszcz          | TS Wisła Zakopane | 42,5   | 60,0   | 196,9  |
| 6.      | Rudolf Fross             | SKN Katowice      | 42,0   | 57,5   | 194,5  |
| 7.      | Stanisław Karpiel        | HKN Zakopane      | 43,0   | 55,5   | 188,8  |
| 8.      | Stanisław Zięba          | HKN Zakopane      | 42,5   | 55,5   | 184,8  |